# A csendes bérgyilkos
A csendes bérgyilkos (eredeti cím: The Merry Gentleman) 2008-ban bemutatott amerikai filmdráma, melynek elsőfilmes rendezője és főszereplője Michael Keaton. További fontosabb szerepekben Kelly Macdonald és Bobby Cannavale látható.
A történet egy nőről szól, aki otthagyja brutális férjét és új életet kezd Chicagóban. Itt összebarátkozik egy bérgyilkossal, de eleinte nem tud annak foglalkozásáról.
Világpremierje a 2008-as Sundance Filmfesztiválon volt. Az amerikai mozikban 2009. május 1-jén mutatták be. Magyarországon 2009. szeptember 4-én jelent meg, kizárólag DVD-n.[forrás?]

## Cselekmény
|  | Alább a cselekmény részletei következnek! |

Kate fiatal nő, brutális rendőr férje elől elmenekülve Chicagóban talál otthonra. Ey cégnél telefonosként helyezkedik el, magányosan élve új életét. 
Frank Logan bérgyilkos, a történet során többször megpróbál öngyilkos lenni, de nem jut el a végrehajtásig. Fedőállása van egy úri szabóságban, ahol méretre készítenek öltönyöket. Egyik este a bérgyilkos távcsöves puskával végez legutóbbi áldozatával, aki épp Kate-tel egy épületben tartózkodik. Kate röviddel ezután kilép az épületből és a férfit meglátva akaratlanul is megakadályozza annak öngyilkosságát.
A nő elhatározza, hogy karácsonyfát vásárol, a háza bejáratánál egy ismeretlen férfi segíti neki felcipelni a fát. Ő nem más, mint a bérgyilkos, aki Frank Logan néven mutatkozik be. Kate nem ismeri fel a korábbi öngyilkosjelölt férfit. Frank később visszatér, de erős köhögés vesz rajta erőt és összeesik a kapu előtt. Kate elkíséri a kórházba, ahol a férfinél tüdőgyulladást állapítanak meg. Kate és Frank azonnal rokonszenvesek lesznek egymásnak.
A gyilkossági ügyben nyomozó Murcheson magánemberként vacsorára hívja a nőt. Amikor kiderül a férfi valódi szándéka, Kate hazamegy. A rendőrség hosszú ideig nem gyanúsítja Franket a gyilkosság elkövetésével, mivel egy olyan férfira tereli a gyanút, aki látszólag öngyilkos lett, felakasztva magát. Kate rendőr férje behatol a nő lakásába, Kate megijed és kést szegez rá. A férje békülni akar, mert állítása szerint megtalálta Jézust, és nem akarja bántani a nőt, ő azonban nem hisz neki és férje távozása után kihívja a rendőröket. Közben megérkezik Frank is és részben fültanúja lesz Kate és a rendőrök beszélgetésének.
A rendőrök felkeresik a férjet, de motelszobában csak annak holttestére bukkannak. A férfi a jelek szerint öngyilkos lett egy pisztollyal. A rendőrség ekkor kezd gyanakodni Frankre, hogy talán ő ölhette meg a férjet, akinek nem lett volna oka öngyilkosnak lenni és nem hagyott hátra búcsúlevelet sem. Emiatt a többi gyilkossággal is őt gyanúsítják. Murcheson egy második randevúra hívja Kate-et, amit ő vonakodva elfogad. A vacsora azonban rosszul sül el, amikor kiderül, a nyomozó Franket gyanúsítja a gyilkosságok elkövetésével. A nő egy közeli templomba megy, Frank a mögötte lévő sorban ül le, és biztosítja róla, sohasem bántaná.
A film végén Frank egy magas híd korlátjára áll és ledobja a sapkáját a mélyben hömpölygő vízbe. Ám most sem öli meg magát, később kihalássza a vízből a sapkát és besétál az erdőbe.
|  | Itt a vége a cselekmény részletezésének! |

## Szereplők
| Szerep          | Színész              | Magyar hang    |
| --------------- | -------------------- | -------------- |
| Kate Frazier    | Kelly Macdonald      | Németh Borbála |
| Frank Logan     | Michael Keaton       | Széles László  |
| Dave Murcheson  | Tom Bastounes        | Kerekes József |
| Michael Elkhart | Bobby Cannavale      | Kálid Artúr    |
| járókelő        | David Dino Wells Jr. |                |
| Diane           | Darlene Hunt         | Zakariás Éva   |
| Goldman         | Guy van Swearingen   | Juhász György  |
| Mr. Weiss       | William Dick         | Várday Zoltán  |

## A film készítése
Ron Lazzeretti úgy tervezte, ő fogja rendezni a filmet, és megbeszélést folytatott Michael Keatonnal az egyik főszerepről. Azonban mielőtt a forgatást elkezdték volna, Lazzeretti heveny vakbélgyulladást kapott, és azonnal meg kellett műteni. Amikor nyilvánvalóvá vált, hogy a projekt vagy jelentős késést szenved, vagy teljesen fel kell adni, a producerek úgy döntöttek, Keaton kérésére őt bízzák meg a rendezői feladatkörrel is, a színészi munka mellett. Keaton már kereste az alkalmat a rendezői bemutatkozásra.
A filmet nagyrészt Chicagóban forgatták, bár a filmben nem látszanak belvárosának jellegzetes épületei. A forgatás 26 napig tartott, 2007 március elejétől április közepéig. Több producer, mellékszereplő és egyéb személyzet is chicagói lakos volt. A film egyes részeit Illinois állam Bourbonnais nevű településénél vették fel.

## Kritikai fogadtatás
A filmet hivatalosan a nagyközönség előtt 2009. május 1-jén mutatták be, bár részt vett a 2008-as 
Sundance Film Fesztiválon, ahol többnyire pozitív visszajelzéseket kapott. Különösen kiemelték Keaton szakértelmét a rendezésben és MacDonald alakítását.
A film a Rotten Tomatoes oldalon, ahol filmkritikusok értékelik a filmeket, 63%-ot kapott 71 szavazat alapján.

## Fordítás
Ez a szócikk részben vagy egészben  a   The Merry Gentleman című angol Wikipédia-szócikk ezen változatának fordításán alapul.  Az eredeti cikk szerkesztőit annak laptörténete sorolja fel. Ez a jelzés csupán a megfogalmazás eredetét és a szerzői jogokat jelzi, nem szolgál a cikkben szereplő információk forrásmegjelöléseként.